# Höllhaus
Höllhaus ist ein Gemeindeteil der Gemeinde Haselbach im niederbayerischen Landkreis Straubing-Bogen. Die Einöde liegt über zwei Kilometer Luftlinie östlich des Ortskerns von Haselbach am Westhang des Höllenbergs.

## Geschichte
Bis zum 31. Dezember 1970 war Höllberg ein Gemeindeteil der ehemaligen Gemeinde Dachsberg und wurde am 1. Januar 1971 im Zuge der Gebietsreform in Bayern in die Gemeinde Haselbach eingegliedert. Im topographisch-statistischen Lexicon von 1831 wird Höllhaus erwähnt als Einöde der Pfarrei Haibach, in der Matrikel des Bistums Regensburg von 1838 gehört Höllhaus zur Pfarrei Haselbach.

## Einwohnerentwicklung
| Jahr      | 1831 | 1838 | 1860 | 1871 | 1875 | 1885 | 1900 | 1925 | 1950 | 1961 | 1970 | 1987 |
| --------- | ---- | ---- | ---- | ---- | ---- | ---- | ---- | ---- | ---- | ---- | ---- | ---- |
| Einwohner | ?    | 7    | 2    | 3    | 3    | 3    | 4    | 4    | 5    | 3    | 3    | 4    |